# جورج توماس (لاعب كرة قدم أمريكية)
جورج توماس (بالإنجليزية: George Carroll Thomas, Jr.)‏ هو لاعب كرة قدم أمريكية أمريكي، ولد في 4 مارس 1928 في فيرلاند في الولايات المتحدة، وتوفي في 23 مايو 1989.

## وصلات خارجية
- جورج توماس على موقع مرجع كرة القدم المحترفة.كوم (الإنجليزية)